# دباء مشعر
دباء مشعر (الاسم العلمي:Lagenaria hispida) هو نوع من النباتات يتبع جنس الدباء (جنس) من الفصيلة القرعية.